# Ağrı
Pour la province, voir Ağrı (province).
Cet article possède un paronyme, voir Agri.
Ağrı, anciennement Karaköse ou Karakilise (en arménien Արարատի, en kurde Qerekose, Qerekilîs ou Agiri), est une ville de Turquie, préfecture de la province du même nom.

## Présentation
Elle tire son nom de celui du mont Ararat, Ağrı dağı en turc, Çîyayê agirî en kurde, qui signifie « la Montagne de feu ».
Avant le génocide arménien, la ville avait une population kurde et arménienne à égalité. Les 8 180 Arméniens furent tous massacrés ou déportés. La ville est désormais principalement peuplée de Kurdes.[réf. nécessaire] La minorité non kurde de la région, qui vit principalement à l'extrême est de la région, est ajam ("ecem" en kurde).

## Personnalité liées
- Zeynep Çelik (1996-), judokate handisport, y est née.
- Ehmedê Xanî (1650-1707), écrivain, astronome, poète, clerc sunnite et philosophe kurde y est décédé